# Zelenecká Lhota
Pour les articles homonymes, voir Lhota.
Zelenecká Lhota (en allemand : Lhota-Zelenska) est une commune du district de Jičín, dans la région de Hradec Králové, en Tchéquie. Sa population s'élevait à 163 habitants en 2022.

## Géographie
Zelenecká Lhota se trouve à 4 km au nord-ouest de Libáň, à 14 km à l'ouest-sud-ouest de Jičín, à 51 km à l'ouest-nord-ouest de Hradec Králové et à 65 km au nord-est de Prague.
La commune est limitée par Dolní Bousov et Markvartice au nord, par Sedliště et Staré Hrady à l'est, par Libáň au sud-est, par Bačalky au sud et par Veselice à l'ouest.

## Histoire
La première mention écrite de la localité date de 1532.

## Administration
La commune se compose de deux sections :
- Zelenecká Lhota
- Záhuby

## Galerie

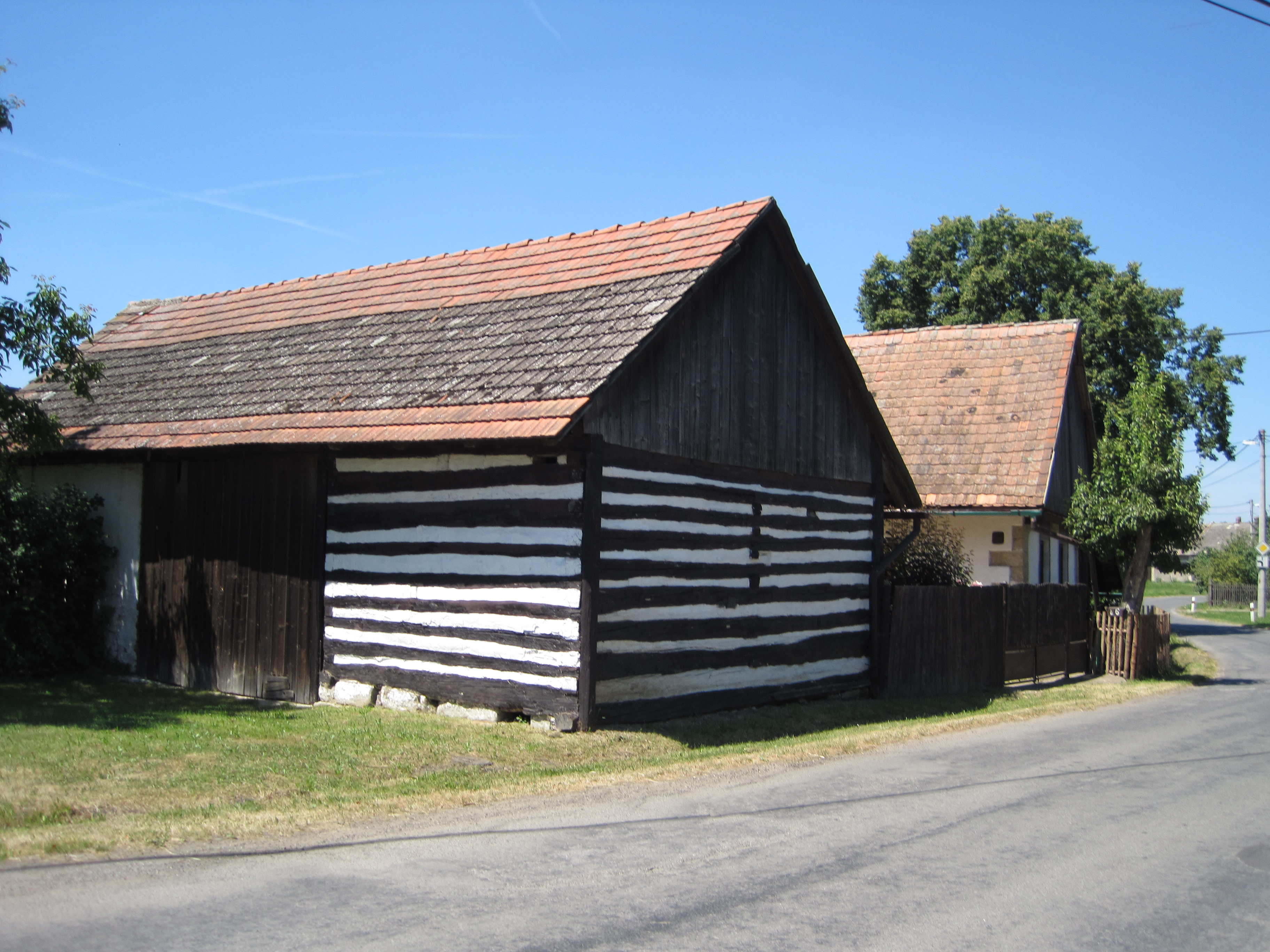
Maison traditionnelle.
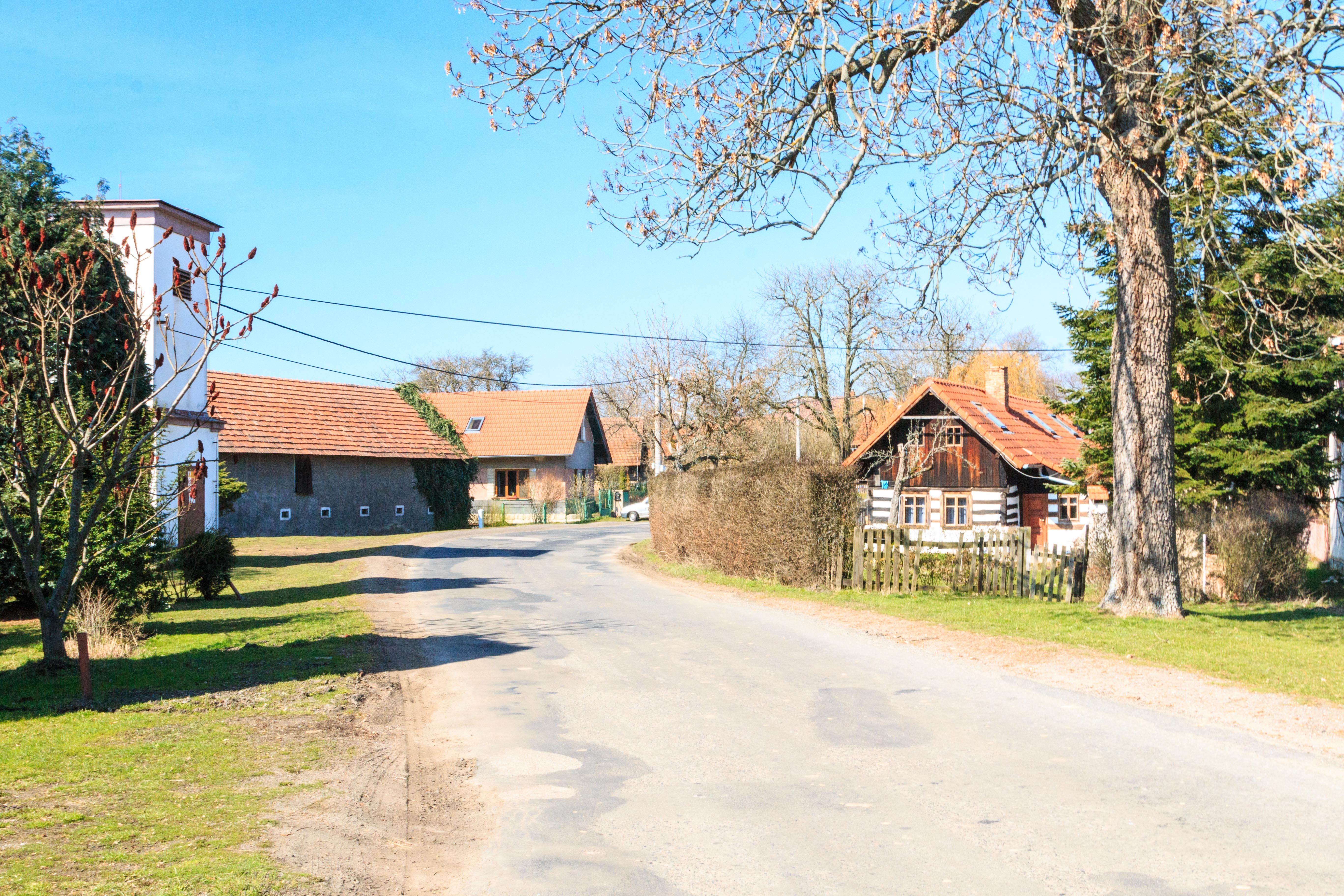
Une rue de Zelenecká Lhota.

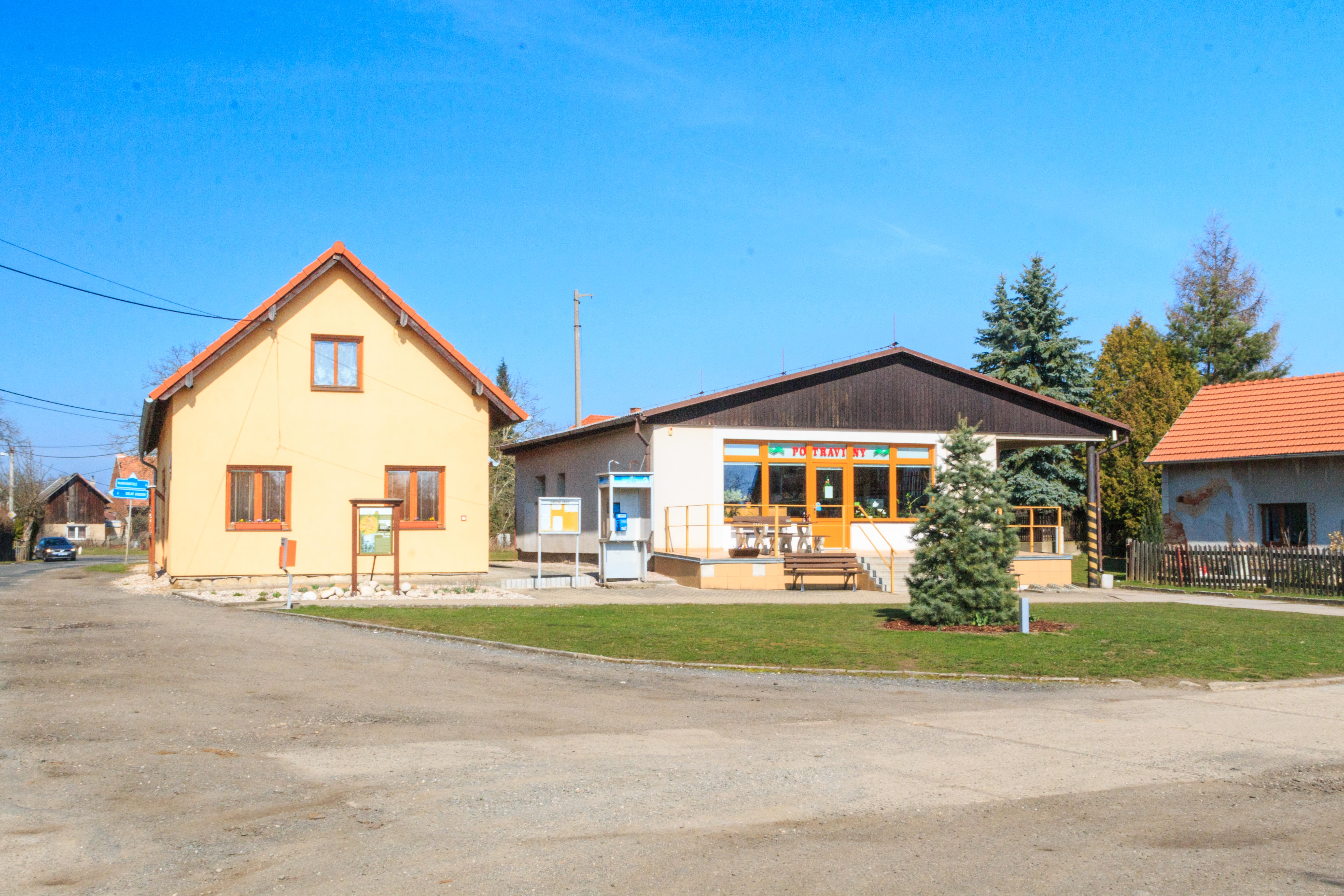
Centre de Zelenecká Lhota.
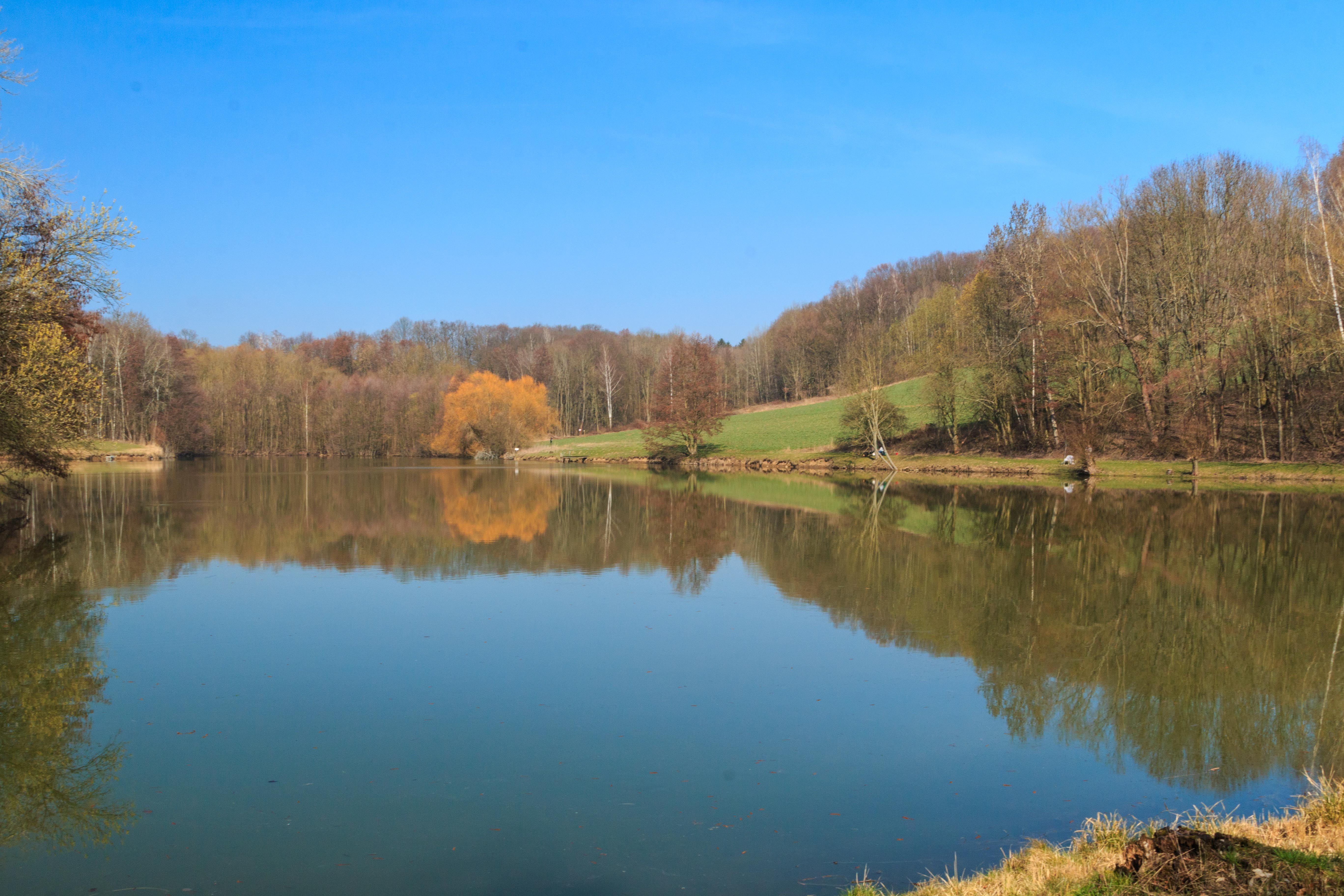
Étang de Ryba.

## Transports
Par la route, Zelenecká Lhota se trouve à 5 km de Libáň, à 18 km de Jičín, à 65 km de Hradec Králové et à 83 km de Prague.